# Satoko Shimonari
Satoko Shimonari (jap. 下成 佐登子 Shimonari Satoko; ur. 26 sierpnia 1961) – japońska piosenkarka. Wykonawca openingów i endingów do anime.

## Muzyka tytułowa w anime
- 1985: Mała księżniczka:
  - Opening: Hana no Sasayaki (jap. 花のささやき)
  - Ending: Himawari (jap. ひまわり)
- 1990: Robin Hood:
  - Opening: Wood Walker
  - Ending: Hoshizora no Labirinsu (jap. 星空のラビリンス)